# Yurt (Film)
Yurt (internationaler englischsprachiger Titel Dormitory) ist ein Filmdrama von Nehir Tuna. In dem Coming-of-Age-Film wird ein zwölfjähriger Junge von seinem Vater in ein muslimisches Wohnheim, eine Yurt, gesteckt, wo ihm muslimische Werte vermittelt werden sollen. Der Film ist eine Koproduktion der Türkei, Deutschland und Frankreich und feierte Anfang September 2023 bei den Internationalen Filmfestspielen in Venedig seine Premiere. Im April 2024 kam er in die französischen und im Mai 2023 in die türkischen Kinos. Der Kinostart in Deutschland war Mitte Juni 2025.

## Handlung
Der zwölfjährige Ahmet wird im Jahr 1997 von seinem Vater, der eben erst zum Islam konvertierte, in ein muslimisches Wohnheim gesteckt, wo seinem Sohn muslimische Werte beigebracht werden sollen. Für Ahmet ist dies ein Albtraum, und er hat Heimweh. Die ungewohnte Umgebung und die strikten Regeln machen es ihm schwer, sich hier einzuleben. Trost findet er in der Freundschaft mit dem etwa gleichaltrigen Hakan.

## Produktion
Regie führte Nehir Tuna, der auch das Drehbuch schrieb. Es handelt sich bei Yurt nach einigen Kurzfilmen, darunter auch das Prequel zu Yurt mit dem Titel The Shoes, um das Spielfilmdebüt des Türken. Tuna studierte im Graduate Film Program der Columbia University und hat einen Masterabschluss in Regie vom Rochester Institute of Technology. Der Film ist von Tunas eigenen Erfahrungen inspiriert. Im Jahr 1997, in dem er spielt, war der Regisseur wie sein Protagonist 12 Jahre alt.
Doğa Karakaş spielt den zwölfjährigen Ahmet und Tansu Biçer seinen Vater, der ihn in das Heim steckt. Didem Ellialtı ist in der Rolle der Mutter zu sehen. Ozan Çelik spielt den Leiter des Heims Yakup Hodscha und Can Bartu Arslan einen Jungen in Ahmets Alter namens Hakan, mit dem er gemeinsam von dort flieht. Das Casting übernahm Asiye Degirmenci.
Der Film erhielt von der MOIN Filmförderung Hamburg Schleswig-Holstein eine Produktionsförderung in Höhe von 55.000 Euro.
Die Dreharbeiten fanden an 28 Tagen zwischen Januar und Juni 2022 in Izmir statt. 
Die Premiere des Films erfolgte am 2. September 2023 bei den Internationalen Filmfestspielen von Venedig. Im November 2023 erfolgten Vorstellungen beim Tallinn Black Nights Film Festival. Am 3. April 2024 kam der Film in die französischen Kinos. Ende April 2024 wurde er beim Istanbul Film Festival gezeigt und kam am 17. Mai 2024 in die türkischen Kinos. Anfang Juni 2024 wurde er beim Zlín Filmfest vorgestellt und Ende des Monats beim Filmfest München. Im August 2024 wurde der Film beim New Zealand International Film Festival gezeigt. Der Kinostart in Deutschland war am 19. Juni 2025.

## Rezeption

### Kritiken
Tim Abele schreibt in seiner Kritik für epd Film, Yurt bebildere den historischen Kampf um die Säkularisierung in der Türkei in einem unverbrauchten Setting, ohne dabei je den heranwachsenden Jungen aus den Augen zu verlieren. Nehir Tunas erster Langfilm sei so jugendlich wie sein Schützling, und das verleihe ihm eine gewaltige Schönheit, nicht nur in den Momenten von Widerstand und Flucht. „Die Klarheit und Strenge des Lebens im Yurt ist den Schwarz-Weiß-Bildern von Kameramann Florent Herry eingeschrieben: Mit flachem Fokus separiert er Flächen, Lichter und Gesichter voneinander und lässt sie andernorts ganz träumerisch zusammenfließen“, so Abele weiter. Eine gewisse Steifheit herrsche vor, doch es seien die 1990er Jahre. Zu den Vaterfiguren, von denen Ahmet im Film umgeben ist, zählt Abele den stämmigen Herakles, seinen Vater, den despotischen Lehrer des Yurt und auch Atatürk als der „Vater der Türken“, und allen solle der Junge gefügig sein, auch wenn keiner von ihnen ihn zu lieben scheint.

### Auszeichnungen
Filmfestival Cottbus 2024
- Nominierung im Wettbewerb Jugendfilm[12]

Filmfest München 2024
- Nominierung im Wettbewerb CineCoPro[8]

Internationale Filmfestspiele von Venedig 2023
- Auszeichnung für das Beste Drehbuch mit dem Bisato d'Oro (Nehir Tuna)
- Nominierung für den Venice Horizons Award (Nehir Tuna)
- Nominierung für die Beste Regie – Sektion Orizzonti (Nehir Tuna)
- Nominierung für den Queer Lion Award (Nehir Tuna)
- Nominierung als Bester fremdsprachiger Film für den Sorriso Diverso Venezia Award (Nehir Tuna)
- Nominierung als Bester Debütfilm für den Luigi De Laurentiis Award (Nehir Tuna)[13]

New Zealand International Film Festival 2024
- Nominierung im Fresh Competition[10]

Zlín Filmfest 2024
- Auszeichnung als Bester Spielfilm[14]